# IHS
Monogram IHS je krščanski simbol, ki ponazarja prve tri črke grškega zapisa imena Jezus, ΙHΣOYΣ.
Monogram IHS uporablja kot svoj simbol tudi red jezuitov (uradni naziv reda je Družba Jezusova).